# حصار القدس (1099)
حصار القدس عام 1099 هو حصار فرضه الصليبيون على مدينة القدس خلال الفترة ما بين 7 يونيو إلى 15 يوليو 1099، وتزعم القوات الصليبية كل من الدوق جودفري والدوق ريموند صنجيل ضد الحامية الفاطمية في القدس بقيادة افتخار الدولة انتهى الحصار باقتحام الصليبيين للمدينة وذبح غالبية سكانها. وبعد الاستيلاء على القدس تأسست مملكة بيت المقدس وإعلان جودفري ملكاً على القدس.
استمرت المذابح لمدة يومين، ويذهب المؤرخون لوصف أنه لم يبق أحد من السكان المسلمين واليهود إلا قد ذبح أو هرب أو بيع في أسواق النخاسة، وكان اليهود قد دافعوا عن حيّهم في شمال المدينة في الساعات الأولى للمعركة، وعندما اخترقت القوات الصليبية السور ودخلوا المدينة، توجهوا إلى الكنيس الرئيسي للصلاة، فاقفل الصليبيون عليهم المنافذ، وأحرقوا أكوام من الحطب حول الكنيس ليُقتَلوا حرقاً.